# Simon III. de Senlis
Simon III. de Senlis (* wohl 1138; † Juni 1184) war Earl of Northampton und Earl of Huntingdon.

## Leben
Simon III. de Senlis war der Sohn von Simon II. de Senlis und Isabelle de Beaumont. Robert von Torigni berichtet, dass Simon III. seinen Vater 1153 beerbte. 1174 wurde er als Earl of Huntingdon and Northampton anerkannt. 
Er heiratete Alice de Gand, einzige Tochter von Gilbert de Gant, 1. Earl of Lincoln (Haus Gent), und Rohaise de Claire, Tochter von Richard FitzGilbert de Clare. Ihre bekannten Kinder waren:
- Gunnor, † ohne Erben
- Simon de Senlis, † jung

Simon III. starb im Juni 1184, seine Frau im Jahr darauf. Er wurde in der St Andrew’s Priory in Northampton bestattet, sie in Bridlington. Beide hatten offenbar ihre Kinder überlebt. Die Grafschaft Huntingdon ging an David von Schottland, den Sohn des ehemaligen Earl Heinrichs von Schottland, der ein Halbbruder von Simon II. de Senlis war. Die Grafschaft Northampton fiel an die Krone zurück, der Titel wurde erst 1337 erneut vergeben (an William de Bohun, 1. Earl of Northampton).